# 汉正街站
汉正街站位于中华人民共和国湖北省武汉市硚口区，是武汉地铁6号线的地铁车站，於2016年12月28日啟用。

## 车站构造
车站沿中山大道敷设，东起多福路，西至利济路以东，位于繁华的汉正街的核心地段。利济路以东地下有“地一大道”人防工程，该工程深约9米，宽度与车站结构相同。同时在地下一层通过商业开发与现有的人防工程连通，实现地铁建设与现有商业的有效衔接。该站为地下三层双柱三跨框架结构，车站总长190米，采用13米宽岛式站台。车站装潢独具一格，其主题为“汉正印象”。

电梯
站廳層天花板
负一层
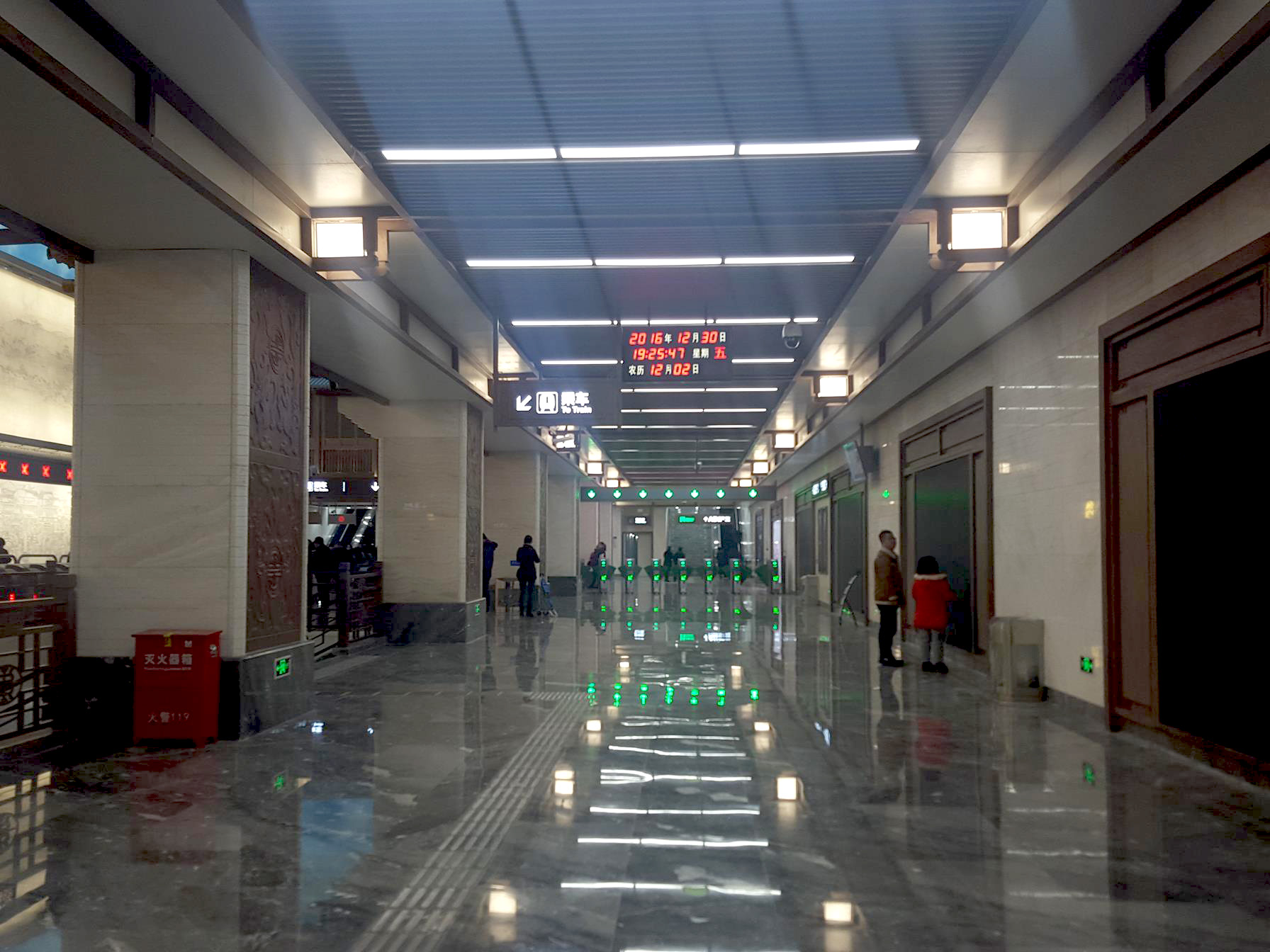
站厅层
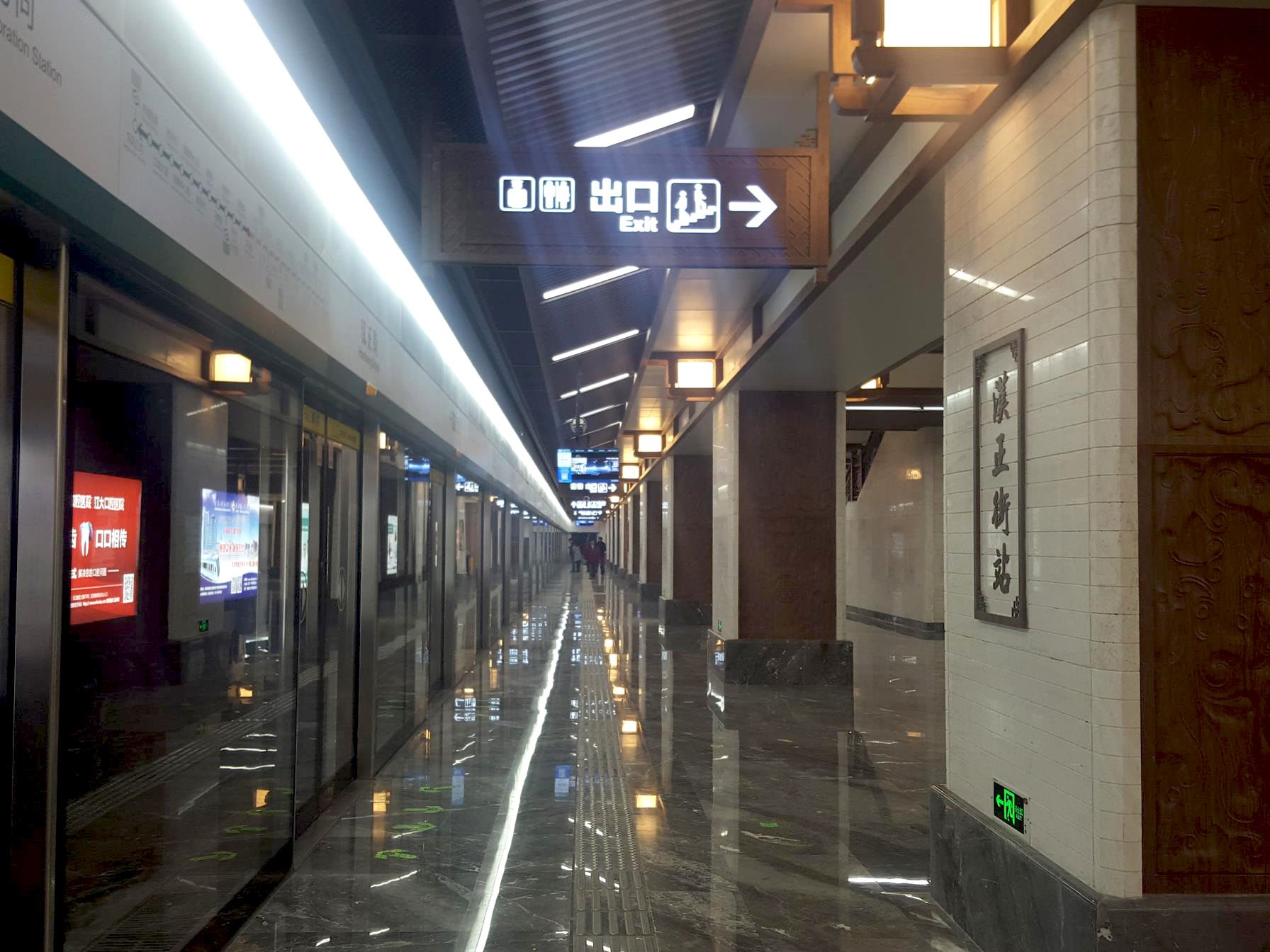
站台層

### 站厅

站厅全景

### 楼层分布

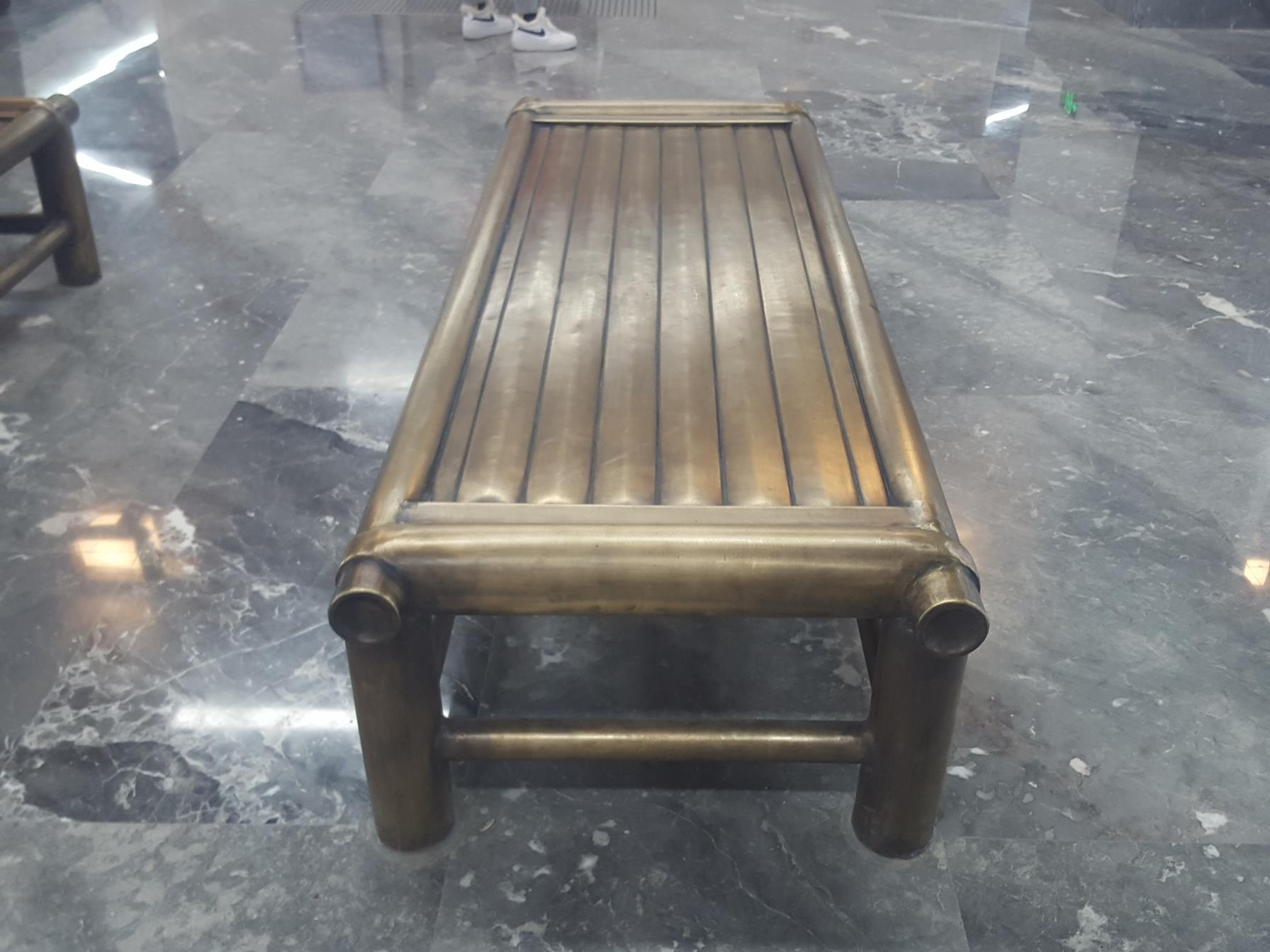
站台特色櫈（灵感来自“竹床阵”。武汉的夏夜高温难耐，在没有空调的时代，武汉市民会将家中的竹床搬到街上睡觉以躲避屋子里的闷热，形成颇为壮观的“竹床阵”。）

| 地面     | 地面               | 出入口                               |  |  |
| 地下一层 |                    | 商业区                               |  |  |
| 地下二层 | 站厅               | 售票机、客服中心、武漢通充值、洗手间 |  |  |
| 地下三层 |                    | █ 6号线 往新城十一路（六渡桥）       |  |  |
|          | 岛式站台，左侧开门 |                                      |  |  |
|          |                    | █ 6号线 往东风公司（武胜路）         |  |  |

### 艺术墙
艺术墙上的壁画源自老汉口的生活场景，有诸多武汉方言元素：

信鸟你滴邪 扁担 扁担
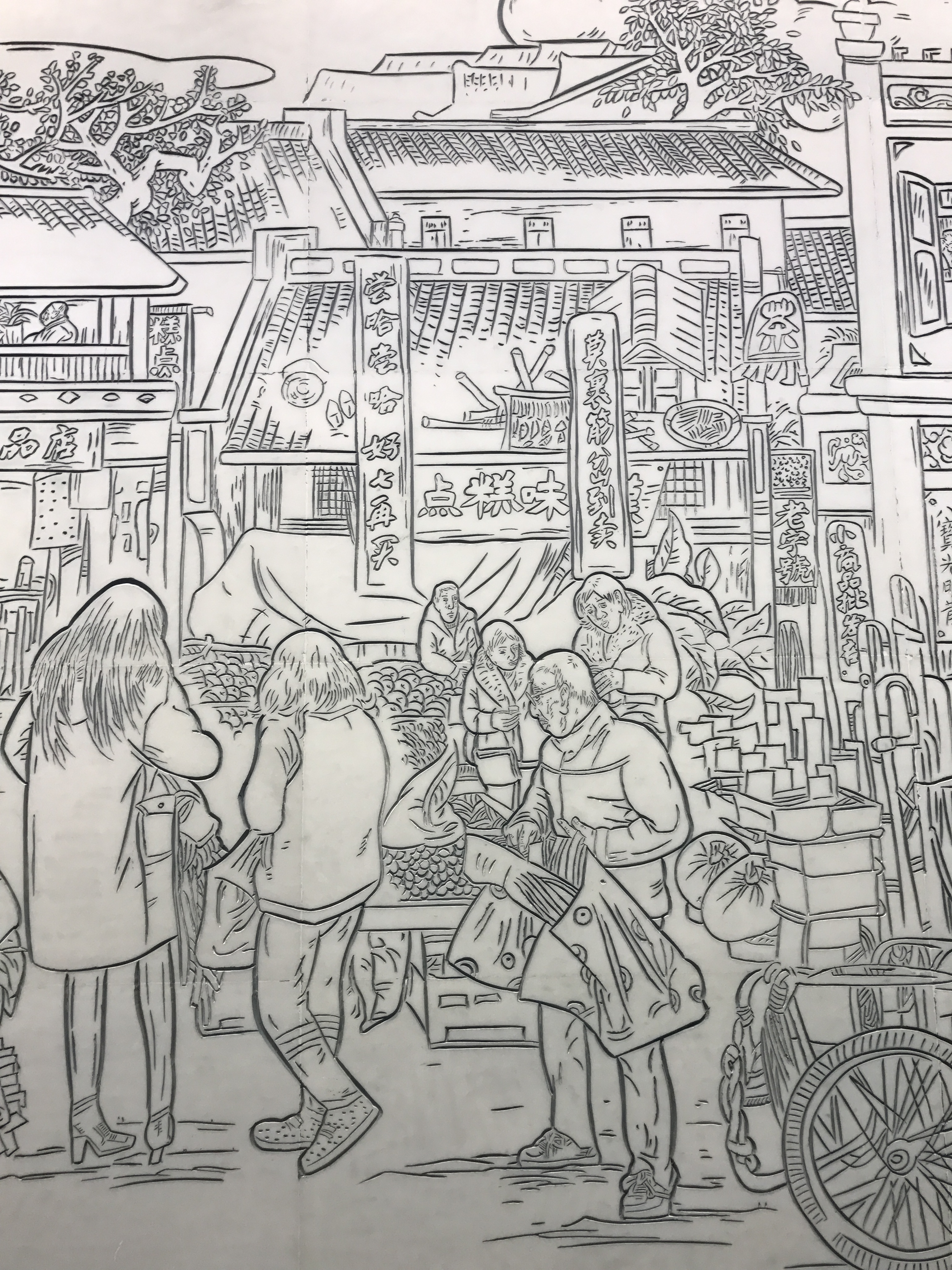
莫裹筋 岔到卖 尝哈尝哈 好七再买
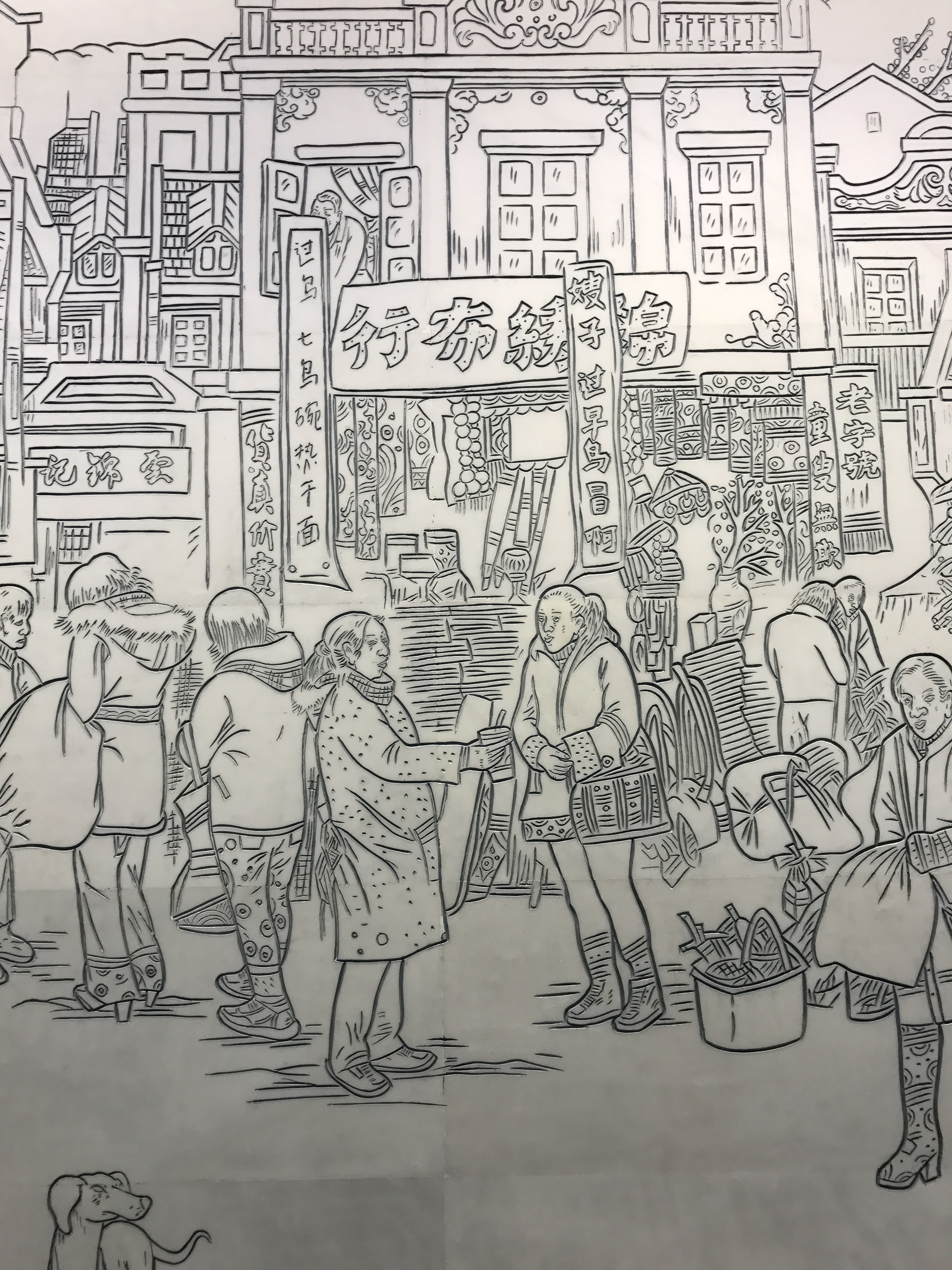
-- 嫂子过早鸟冒啊 -- 过鸟 七鸟碗热干面
拿癞子杠撒 胡鸟胡鸟，把钱把钱

### 車站出口
|                                                 |      | |
| 出口編號                                        | 設施 | 建議前往的目的地                                                                                              |
| A                                               |      | 中山大道 寶善路、星火小學、南陽村小學、漢正街小商品市場、寶善堂菜市場、永慶社區、紅燕社區、利濟社區           |
| B                                               |      | 中山大道 多福路、寶善集貿市場、漢正街品牌服飾批發廣場、燕山社區、多福社區、旌德社區、安善社區                 |
| C                                               |      | 中山大道 游藝路、武漢市交警區、武漢第二十七中學、天一街小學、武漢市崇仁第二小學、武漢市精神衛生中心、寶善社區 |
| D                                               |      | 中山大道 慈善巷、武漢市第一醫院、武漢太平洋高中、海潤城市花園、榮華東村小區                                   |
| 注： 設有升降機 \| 設有輪椅升降台 \| 設有洗手間 |      | |

## 运营信息
- 6号线首末班车时间

## 鄰近地點
汉正街、长堤街、武汉精神卫生中心、武汉市第一医院、美奇国际广场等。

### 内部链接
- 武汉地铁车站列表